# حقوق الإنسان في فلسطين

تشير حقوق الإنسان في دولة فلسطين إلى سجلات حقوق الإنسان في الضفة الغربية وغزة.

## أوضاع الحرية والحقوق السياسية والحريات المدنية
انخفضت الحريات المدنية وفق «استبيان فريدوم هاوس للحقوق السياسية والحريات المدنية والحرية في العالم 2001- 2002» بسبب مقتل المدنيين الفلسطينيين برصاص أفراد الأمن، والمحاكمات الموجزة وعمليات إعدام المتهمين بالتعاون مع الاحتلال الصهيوني من قبل السلطة الوطنية الفلسطينية، وعمليات قتل المشتبه بهم على يد الفصائل المسلحة خارج نطاق القضاء، والتشجيع الرسمي للشباب الفلسطيني على مواجهة الجنود الإسرائيليين، وبالتالي وضعهم في طريق الخطر بشكل مباشر.
تُبلّغ المجموعة الفلسطينية لمراقبة حقوق الإنسان عن الخلافات والاشتباكات اليومية بين مختلف الفصائل السياسية والأسر والمدن التي تُعبّر عن المجتمع الفلسطيني كاملاً، كما أدت الانقسامات الحاصلة خلال مسيرة الأقصى إلى «انتفاضة» عنيفة.

## الحريات والحقوق الفردية

### حرية التعبير
ضمنت السلطة الوطنية الفلسطينية نظريًا حرية التجمع للسكان الفلسطينيين، كما نص تشريعها على هذه الحرية؛ ولكن خضع التظاهر لمعارضي نظام السلطة الوطنية الفلسطينية أو سياستها من الناحية العملية لرقابة متزايدة من قبل الشرطة، وللتقييد ولقلق جماعات حقوق الإنسان.
حكمت محكمة نابلس الفلسطينية في عام 2013 وفق ديفيد كيز -المدير التنفيذي لمنظمة النهوض بحقوق الإنسان- على أنس عواد- ناشط فلسطيني يبلغ 26 عامًا- بالسجن لمدة عام بتهمة «مد لسانه» على موقع التواصل الاجتماعي الفيسبوك في وجه «محمود عباس رئيس السلطة الوطنية الفلسطينية»، كما قّبض في أبريل عام 2012 على عصمت عبد الخالق بجامعة الضفة الغربية، والعديد غيره مثل طارق خميس وجورج كانواتي بسبب انتقادهم عباس والسلطة الوطنية الفلسطينية على نفس الموقع الاجتماعي.
وجه الجناح المسلح للجان المقاومة الشعبية تهديدًا بالقتل للوزير نبيل شعث بسبب تخطيطه للمشاركة في مؤتمر إيطاليا الذي حضره وزير الخارجية الإسرائيلي، وأعلن أنه «سييُحكم عليه بالإعدام إذا دخل الاجتماع، وهذا قرار لا يمكن إلغاؤه، ونحن ندعو حراسه الشخصيين إلى التخلي عن موكبه من أجل الحفاظ على أرواحهم».
أصدر مرصد الأورومتوسطي لحقوق الإنسان في فبراير 2016 تقريرًا يوثق انتهاكات حرية التعبير في كل من الضفة الغربية وقطاع غزة، إذ جاء في التقرير «الخنق مرتين: ممارسات تعسفية لأجهزة الأمن الفلسطينية»، وقد استهدفت معظم هذه الإجراءات التي اتخذتها السلطة الوطنية الفلسطينية الأفراد المنتسبين لحماس، أو الذين عارضوا سياسات السلطة الوطنية الفلسطينية، الأمر الذي جعل المرصد الأورومتوسطي لحقوق الإنسان يدعو كلًّا من السلطة الوطنية الفلسطينية وحماس إلى إصدار قرار واضح ومُلزم يفرض حرية التعبير وحظر جميع أشكال الاعتقال التعسفي.
نشرت هيومنرايتسووتش في أغسطس عام 2016 تقريرًا يناقش حرية التعبير في الأراضي الفلسطينية، إذ وثقت حالة مجد خواجة ذي الـ 22 عامًا، الذي اعتقلته قوات الأمن في مقر المخابرات لرسمه كلمة «انتفاضة» على الحائط، وحمله للسلاح والتخطيط لتهريب الأشخاص إلى الأردن. كما نشرت تقريرًا عن معتز أبو ليحي ذي ال 22 عامًا المتهم بإثارة الفتنة.
نشر مركز الميزان لحقوق الإنسان تقريرًا عن انتهاك حق التعبير في غزة، إذ تفاقمت الأزمة الإنسانية بسبب زيادة انقطاع التيار الكهربائي ونقص الوقود في الأسواق؛ فارتفعت أعداد الوفيات لا سيما بين الأطفال وكبار السن والأشخاص المرضى، الأمر الذي دفع الآلاف من الناس للتظاهر أمام شركة الكهرباء في 12 يناير عام 2017، وانتهى التظاهر بإطلاق الرصاص في الهواء وإصابة الصحفي محمد البابا والصحفي فارس الأكرم.

### حرية الصحافة
سقط ستة عشر صحفيًا فلسطينيًا بين قتيل وجريح على أيدي قوات الأمن التابعة للسلطة الفلسطينية أو على يد الجماعات المسلحة.
احتُجز ناشر ومحرر المجلة الإلكترونية «دنيا الوطن» عبد الله عيسى الفلسطيني في يوليو عام 2006، من قبل السلطة الوطنية الفلسطينية بسبب نشره قصة عن سرقة مقدارها 400.000 دولار من وزير خارجية السلطة الوطنية الفلسطينية محمود الزهار أثناء زيارته للكويت، إذ اتهم عيسى كل من الزهار وحماس بالتدخل في حرية الصحافة في الأراضي الفلسطينية قائلًا: «لشعبنا الحق في محاسبة حماس على تدهور الأوضاع المعيشية، كنا آملين أن تطارد حماس وتعتقل جميع القتلة والمجرمين الذين يتجولون في شوارع قطاع غزة ويفتحون بابًا للفساد المالي».
اختطف تنظيم ياسر عرفات في سبتمبر عام 2001 المصور الفلسطيني الذي صور فيلمًا يظهر فيه الشرطة والمواطنين وهم يحتفلون في رام الله بهجمات 11 سبتمبر.
قيّد الصراع بين فتح وحماس حرية الصحافة في مناطق السلطة الوطنية الفلسطينية، وقد أدان المركز الفلسطيني لحقوق الإنسان القيود التي تفرضها حماس على توزيع صحف الضفة الغربية في غزة؛ والحكومة التي تقودها حركة فتح في الضفة الغربية لتقييد نشر وتوزيع صحيفتي غزة وفلسطين.

### حرية تكوين الجمعيات
وُضع أول قانون عمل فلسطيني في عام 2000، وكانت تفتقر مسودة هذا القانون إلى العديد من البنود؛ لذا استبدل في عام 2005 بعد موافقة المجلس التشريعي الفلسطيني.

### حرية حيازة الممتلكات
يعد بيع الأراضي لليهود وفق السلطة الوطنية الفلسطينية جريمة يُعاقب عليها بالإعدام.

### حرية الأديان
بقي العديد من الأماكن المقدسة اليهودية والمسيحية خاضعًا لسيطرة السلطة الوطنية الفلسطينية، وقد وافق كل من فلسطين وإسرائيل وفق اتفاقيات أوسلو على احترام وحماية الحقوق الدينية لليهود والمسيحيين والمسلمين والسامريين من خلال حماية الأماكن المقدسة، وتوفير حرية الوصول إليها، ومع ذلك لم تفِ السلطة الوطنية الفلسطينية بهذه الالتزامات دومًا.
ادعى زعيم مسيحي أن هناك «تقارير منتشرة» عن الانتهاكات والاضطهاد في المناطق التي تديرها السلطة الفلسطينية، إذ أُبلغ عن أعمال شغب معادية للمسيحيين في رام الله والقرى المحيطة بها.

#### مواقع مسيحية
تعرضت العديد من الأهداف الغربية والمسيحية لهجمات في الضفة الغربية وقطاع غزة، إذ قام أعضاء العصابات المحلية والخلايا الإرهابية بتفجير وتدمير المؤسسات المرتبطة بالثقافة الغربية مثل المدارس الأمريكية ومكتبات الكنائس وعشرات مقاهي الإنترنت، وتم تجاهل هذه الأحداث بشكل كبير من قبل وسائل الإعلام.
يحظر مشروع القانون الأساسي الفلسطيني التمييز بين الأفراد على أساس دينهم، ومع ذلك لم تتخذ السلطة الفلسطينية أي إجراء ضد الأشخاص المتهمين بالتحرش والمضايقة.

#### مواقع يهودية
كان قبر يوسف في نابلس موقعًا للاشتباكات بين اليهود والفلسطينيين، وقد وافق الجيش الإسرائيلي على الانسحاب من الموقع وتسليمه إلى الشرطة الفلسطينية التي وافقت على حماية الموقع، ولكنها لم تتدخل أثناء نهب العصابات للموقع وحرق للكتب المقدسة فيه.

### الحق في التعليم
يوجد في الأراضي الفلسطينية 2267 مدرسة تعليمية عامة، و 31.001 فصلًا دراسيًا، و1078488 طالبًا و 48674مدرساً، وفقاً للإحصاء الوزاري الذي جُمع في سبتمبر عام 2005، إذ تبلغ نسبة المدراس التي تديرها الأونروا 24%، والمدارس الحكومية 70% والخاصة 6%، كما أظهر استطلاع آخر أن هناك 138.139 طالبًا يدرس في مؤسسات التعليم العالي.

### تطبيق القانون
سُجّل 385 قتيلًا فلسطينيًا وفقأ للتقرير السنوي لفريق مراقبة حقوق الإنسان الفلسطيني لعام 2005، قُتل 222 من بينهم على يد الإسرائيليين، و113 على يد الفلسطينيين، و50 آخرون في ظروف غامضة، و9 على يد مستوطنين إسرائيليين، وقُتل في نفس العام 51 إسرائيليًا على يد الفلسطينيين؛ منهم 42 مدنيًا و9 عسكريين.